# 秋奈つかこ
秋奈 つかこ（あきな つかこ、1982年2月13日 - ）は、日本の漫画家・イラストレーター・同人作家。三重県四日市市出身・京都府在住。
青年漫画のほか、「つかこ」名義で成人向け漫画でも活動している。同名義にて同人サークル「くりもも」を主宰している。

## 作品リスト

### 一般向け作品
記述なしは全て 秋奈 つかこ 名義。

#### 漫画
1. 『C³ -シーキューブ-』 （原作：水瀬葉月、キャラクター原案：さそりがため、『月刊コミック電撃大王』2011年4月号 - 2013年3月号、アスキー・メディアワークス〈電撃コミックス〉、全3巻）
2. 『ガールフレンド（仮） 椎名心実編 〜恋してマドンナ〜』 （2015年3月26日発売[5]、原作：サイバーエージェント、キャラクター原案：QP:flapper、『電撃マオウ』2014年9月号 - 2015年2月号、KADOKAWA／アスキー・メディアワークス〈電撃コミックスNEXT〉、ISBN 978-4-04869-305-9）
3. 『青春ブタ野郎はロジカルウィッチの夢を見ない』 （原作：鴨志田一、キャラクターデザイン：溝口ケージ、『ComicWalker』2020年8月1日 - 2022年5月19日、KADOKAWA〈電撃コミックスNEXT〉、全2巻）

#### 小説挿絵
1. 『オレと彼女の萌えよペン』 （原作：村上凛、KADOKAWA〈富士見ファンタジア文庫〉、全5巻＋短編集1巻）
  1. 2014年10月18日発売[6]、ISBN 978-4-04-070328-2
  2. 2015年1月20日発売[6]、ISBN 978-4-04-070329-9
  3. 2015年5月20日発売[6]、ISBN 978-4-04-070579-8
  4. 2015年9月19日発売[6]、ISBN 978-4-04-070580-4
  5. 2016年1月20日発売[6]、ISBN 978-4-04-070790-7

  - 増刊号 2016年2月20日発売[6]、ISBN 978-4-04-070844-7 - 短編集
2. 『この異世界でも、ヤンデレに死ぬほど愛される』 （原作：緋色の雨、双葉社〈Mノベルス〉）※ つかこ 名義。
  1. 2018年2月28日発売[7]、ISBN 978-4-575-24081-8
  2. 2018年7月30日発売[8]、ISBN 978-4-575-24108-2
3. 『恋愛経験ゼロですけど、私を選んでくれますか？』 （原作：猫又ぬこ、ホビージャパン〈HJ文庫〉）
  1. 2019年8月1日発売[9]、ISBN 978-4-7986-1978-1

#### キャラクター原案
- 『オレと彼女の萌えよペン』 （コミカライズ版、原作：村上凛、作画：森みさき、『月刊ドラゴンエイジ』連載、全2巻）

### 成人向け作品
すべて つかこ 名義。

#### 漫画単行本
1. 『はつこいパーティー』[10] （2016年3月20日初版発行〈2016年2月19日発売[11]〉、ワニマガジン社〈ワニマガジンコミックススペシャル〉、ISBN 978-4-86269-414-0）
  - お願い！チアガール（COMIC快楽天BEAST 2014年5月号）
  - ハツコイ♥すとーかー（COMIC快楽天BEAST 2015年9月号）
  - コスPLAYはお好きですか？（COMIC快楽天BEAST 2015年11月号）
  - おとなりテンプテーション（COMIC快楽天BEAST 2014年8月号）
  - 無修正ガール（COMIC快楽天BEAST 2015年3月号）
  - えくすたしーあたっく（COMIC快楽天BEAST 2013年11月号）
  - パンツに夢中！（COMIC快楽天BEAST 2013年9月号）
  - くちどけ彼女（COMIC快楽天BEAST 2014年3月号）
  - 俺のセックスが江戸時代に負けるわけがない（COMIC快楽天BEAST 2014年1月号）
  - 僕の先輩はペットな彼女（COMIC快楽天BEAST 2015年7月号）
  - 極楽とれーにんぐ（COMIC快楽天BEAST 2015年5月号）
2. 『にじいろパフューム』 2020年8月5日初版発行（2020年7月15日発売[12]）、ワニマガジン社〈ワニマガジンコミックススペシャル〉、ISBN 978-4-86269-719-6
  - 関ヶ原さんは隠したい（COMIC快楽天BEAST 2020年1月号）
  - 関ヶ原さんは達したい（COMIC快楽天BEAST 2020年3月号）
  - 関ヶ原さんは出されたい（COMIC快楽天BEAST 2020年5月号）
  - 君のメイド姿は（COMIC快楽天BEAST 2017年1月号）
  - ラブミーティーチャー!（COMIC X-EROS #79）
  - 赤裸々ガール（COMIC快楽天BEAST 2017年3月号）
  - せんぱいっ！（COMIC快楽天BEAST 2018年3月号）
  - 秘密のトビラ（COMIC快楽天BEAST 2017年6月号）
  - STAND UP!!（COMIC快楽天BEAST 2019年1月号）
  - ほどける彼女（COMIC快楽天BEAST 2020年7月号）

#### 単行本未収録
- ナースにおねがい！（2010年10月25日発売、キルタイムコミュニケーション『コミックプリズム』Vol.1 2010WINTER）
- 天然おっぱい（マックス『COMICポプリクラブ』 2010年11月号）
- 関ヶ原さんは呼ばれたい （COMIC快楽天BEAST 2020年8月号）
- つよ☆しす （COMIC快楽天BEAST 2021年5月号）
- でれ♡しす～つよ☆しすのつづき～ （COMIC快楽天BEAST 2021年12月号）

#### 小説挿絵
- 『お嬢様はAがお好き！』 （2010年3月10日発売[13]、原作：あらおし悠、キルタイムコミュニケーション〈二次元ドリーム文庫152〉、ISBN 978-4-86032-889-4）